# Simitidion lacuna
Simitidion lacuna är en spindelart som beskrevs av Jörg Wunderlich 1992. Simitidion lacuna ingår i släktet Simitidion och familjen klotspindlar. Inga underarter finns listade i Catalogue of Life.